# Sexy Beast
Sexy Beast és una pel·lícula britànica dirigida per Jonathan Glazer, estrenada el 2000.

## Argument
Gal, un gàngster jubilat, porta una vida feliç amb la seva dona Deedee a una bonica casa a Espanya. Don Logan, un nom respectat en el seu antic medi, munta un cop per atracar un banc. Insisteix perquè Gal l'uneixi a Londres per formar part de l'equip amb una banda de gàngsters reclutats per Don. Quan Gal refusa la seva oferta, Don es fa cada vegada més amenaçador, considerant que «no» no és una resposta que se li pugui donar.

## Repartiment
- Ray Winstone: Gary 'Gal' Dove
- Ben Kingsley: Don Logan
- Ian McShane: Teddy Bass
- Amanda Redman: Deedee Dove
- James Fox: Harry
- Cavan Kendall: Aitch
- Julianne White: Jackie
- Álvaro Monje: Enrique
- Robert Atiko: Andy

## Premis i nominacions

### Premis
- Boston Society of Film Critics Awards al millor actor secundari Ben Kingsley
- Premis British Independent Film: millor film britànic independent, millor director (Jonathan Glazer), millor actor (Ben Kingsley) i millor guió (Louis Mellis i David Scinto)
- Premis Critics Choice al millor actor secundari per Ben Kingsley
- Chlotrudis Awards a la millor actriu secundària per Amanda Redman) i millor càsting
- Satellite Awards al millor actor secundari dramàtic Ben Kingsley

### Nominacions
- 2001. BAFTA a la millor pel·lícula britànica
- 2002. Oscar al millor actor secundari per Ben Kingsley
- 2002. Globus d'Or al millor actor secundari per Ben Kingsley